# Santi Bartolomeo e Alessandro dei Bergamaschi
Santi Bartolomeo e Alessandro dei Bergamaschi, officiellt benämnd Santi Bartolomeo e Alessandro a Piazza Colonna, är en kyrkobyggnad i Rom, helgad åt de heliga Bartolomaios och Alexander av Bergamo. Kyrkan är belägen vid Piazza Colonna i Rione Colonna och tillhör församlingen Santa Maria in Aquiro.
Santi Bartolomeo e Alessandro är bergamaskernas kyrka i Rom. Det första sidokapellet till höger är invigt åt den helige påven Johannes XXIII; han härstammade från en liten ort i närheten av Bergamo.
Kyrkan uppfördes 1569–1573 och renoverades mellan 1728 och 1731 efter ritningar av Carlo de Dominicis. Fasaden är uppförd i stilen barocchetto.